# Чемпионат СССР по классической борьбе
Чемпионат СССР по классической борьбе — соревнование лучших советских борцов классического (греко-римского) стиля за звание чемпиона СССР. Впервые был проведён в 1924 году в Киеве. Тогда в нём приняли участие 40 спортсменов, разделённых на 5 весовых категорий. С 1933 года проходил ежегодно (кроме 1942 и 1943 годов). В 1956, 1959, 1963, 1967 и 1975 годах медали чемпионатов СССР разыгрывались в рамках борцовских турниров Спартакиад народов СССР. Всего в период с 1924 по 1991 год было проведено 60 чемпионатов СССР по классической борьбе. В 1992 году в связи с распадом СССР прошёл единственный чемпионат СНГ, который стал важным этапом отбора в Объединённую команду на Олимпийские игры в Барселоне. В дальнейшем в каждой стране, ранее входившей в состав СССР, начал проводиться свой отдельный чемпионат.

## Чемпионаты СССР по классической борьбе
| Чемпионат        | Дата                                                                            | Год  | Место проведения |
| ---------------- | ------------------------------------------------------------------------------- | ---- | --- |
| 1-й чемпионат    | 25 — 30 декабря                                                                 | 1924 | Киев, Украинская ССР |
| 2-й чемпионат    |                                                                                 | 1926 | Москва, РСФСР |
| 3-й чемпионат*   | 13 — 17 августа                                                                 | 1928 | Москва, РСФСР |
| 4-й чемпионат    | 12 — 16 июня                                                                    | 1933 | Минск, Белорусская ССР |
| 5-й чемпионат    | 21 — 23 июня                                                                    | 1934 | Москва, РСФСР |
| 6-й чемпионат    | 4 — 6 июля                                                                      | 1935 | Москва, РСФСР |
| 7-й чемпионат    | 22 — 24 ноября                                                                  | 1936 | Москва, РСФСР |
| 8-й чемпионат    | 22 — 24 ноября                                                                  | 1937 | Москва, РСФСР |
| 9-й чемпионат    | 24 — 26 ноября 1 — 3 декабря 6 — 8 декабря                                      | 1938 | Севастополь, РСФСР Баку, Азербайджанская ССР Ленинград, РСФСР                                                                                |
| 10-й чемпионат   | 12 — 14 мая 24 — 26 мая 24 — 26 мая                                             | 1939 | Минск, Белорусская ССР Ташкент, Узбекская ССР Днепропетровск, Украинская ССР Тбилиси, Грузинская ССР                                         |
| 11-й чемпионат   | 4 — 6 мая 7 — 9 мая 12 — 14 мая 18 — 20 мая 24 — 26 мая 6 — 8 июня 19 — 21 июня | 1940 | Ростов-на-Дону, РСФСР Одесса, Украинская ССР Киев, Украинская ССР Ереван, Армянская ССР Тбилиси, Грузинская ССР Горький, РСФСР Москва, РСФСР |
| 12-й чемпионат   | 10 — 12 мая 17 — 19 мая 24 — 26 мая 7 — 9 июня 15 — 17 июня                     | 1941 | Баку, Азербайджанская ССР Ленинград, РСФСР Киев, Украинская ССР Львов, Украинская ССР Горький, РСФСР Казань, РСФСР                           |
| 13-й чемпионат   | 20 — 29 мая                                                                     | 1944 | Москва, РСФСР |
| 14-й чемпионат   | 14 — 17 июня 24 июня — 1 июля                                                   | 1945 | Москва, РСФСР Таллин, Эстонская ССР |
| 15-й чемпионат   | 12 — 18 июня 22 — 26 июня                                                       | 1946 | Ростов-на-Дону, РСФСР Киев, Украинская ССР                                                                                                   |
| 16-й чемпионат   | 18 — 22 июня                                                                    | 1947 | Москва, РСФСР |
| 17-й чемпионат   | 21 — 24 марта 2 — 5 апреля                                                      | 1948 | Ростов-на-Дону, РСФСР Казань, РСФСР Запорожье, Украинская ССР Щербаков, РСФСР                                                                |
| 18-й чемпионат   | 23 — 30 мая                                                                     | 1949 | Харьков, Украинская ССР |
| 19-й чемпионат   | 21 — 30 мая                                                                     | 1950 | Саратов, РСФСР |
| 20-й чемпионат   | 17 — 23 июня                                                                    | 1951 | Одесса, Украинская ССР |
| 21-й чемпионат   | 16 — 20 ноября                                                                  | 1952 | Ереван, Армянская ССР |
| 22-й чемпионат   | 17 — 20 мая                                                                     | 1953 | Ростов-на-Дону, РСФСР |
| 23-й чемпионат   | 21 — 25 ноября                                                                  | 1954 | Рига, Латвийская ССР |
| 24-й чемпионат   | 21 — 24 ноября                                                                  | 1955 | Саратов, РСФСР |
| 25-й чемпионат** | 12 — 16 августа                                                                 | 1956 | Москва, РСФСР |
| 26-й чемпионат   | 24 — 27 ноября                                                                  | 1957 | Ленинград, РСФСР |
| 27-й чемпионат   | 23 — 26 ноября                                                                  | 1958 | Львов, Украинская ССР |
| 28-й чемпионат** | 9 — 12 августа                                                                  | 1959 | Москва, РСФСР |
| 29-й чемпионат   | 9 — 12 марта                                                                    | 1960 | Саратов, РСФСР Тбилиси, Грузинская ССР |
| 30-й чемпионат   | 14 — 17 сентября 1 — 4 октября                                                  | 1961 | Кутаиси, Грузинская ССР Ташкент, Узбекская ССР                                                                                               |
| 31-й чемпионат   | 1 — 4 сентября                                                                  | 1962 | Каунас, Литовская ССР Таллин, Эстонская ССР                                                                                                  |
| 32-й чемпионат** | 8 — 11 августа                                                                  | 1963 | Москва, РСФСР |
| 33-й чемпионат   | 19 — 21 июня 26 — 28 июня                                                       | 1964 | Таллин, Эстонская ССР Ленинград, РСФСР |
| 34-й чемпионат   | 17 — 19 сентября 24 — 26 сентября                                               | 1965 | Рига, Латвийская ССР Каунас, Литовская ССР                                                                                                   |
| 35-й чемпионат   | 20 — 23 октября 26 — 28 октября                                                 | 1966 | Свердловск, РСФСР Ленинакан, Армянская ССР                                                                                                   |
| 36-й чемпионат** | 26 — 29 июля                                                                    | 1967 | Москва, РСФСР |
| 37-й чемпионат   | 6 — 8 апреля 13 — 16 апреля                                                     | 1968 | Алма-Ата, Казахская ССР Куйбышев, РСФСР |
| 38-й чемпионат   | 14 — 17 апреля                                                                  | 1969 | Ивано-Франковск, Украинская ССР Ростов-на-Дону, РСФСР                                                                                        |
| 39-й чемпионат   | 28 февраля — 1 марта 5 — 8 марта                                                | 1970 | Таллин, Эстонская ССР Омск, РСФСР |
| 40-й чемпионат   | 16 — 18 июля                                                                    | 1971 | Москва, РСФСР |
| 41-й чемпионат   | 4 — 8 мая                                                                       | 1972 | Ульяновск, РСФСР |
| 42-й чемпионат   | 22 — 25 апреля                                                                  | 1973 | Таллин, Эстонская ССР |
| 43-й чемпионат   | 18 — 21 апреля                                                                  | 1974 | Рига, Латвийская ССР |
| 44-й чемпионат** | 10 — 13 июля                                                                    | 1975 | Алма-Ата, Казахская ССР |
| 45-й чемпионат   | 19 — 22 февраля                                                                 | 1976 | Ульяновск, РСФСР |
| 46-й чемпионат   | 4 — 6 марта                                                                     | 1977 | Ташкент, Узбекская ССР |
| 47-й чемпионат   | 8 — 11 июля                                                                     | 1978 | Запорожье, Украинская ССР |
| 48-й чемпионат   | 19 — 23 июля                                                                    | 1979 | Москва, РСФСР |
| 49-й чемпионат   | 6 — 8 февраля                                                                   | 1980 | Москва, РСФСР |
| 50-й чемпионат   | 5 — 8 февраля                                                                   | 1981 | Ростов-на-Дону, РСФСР |
| 51-й чемпионат   | 1 — 5 февраля                                                                   | 1982 | Запорожье, Украинская ССР |
| 52-й чемпионат   | 24 — 28 июля                                                                    | 1983 | Москва, РСФСР |
| 53-й чемпионат   | 1 — 5 февраля                                                                   | 1984 | Минск, Белорусская ССР |
| 54-й чемпионат   | 5 — 9 июня                                                                      | 1985 | Красноярск, РСФСР |
| 55-й чемпионат   | 30 января — 4 февраля                                                           | 1986 | Ростов-на-Дону, РСФСР |
| 56-й чемпионат   | 22 — 25 января                                                                  | 1987 | Омск, РСФСР |
| 57-й чемпионат   | 19 — 24 января                                                                  | 1988 | Тбилиси, Грузинская ССР |
| 58-й чемпионат   | 20 — 24 января                                                                  | 1989 | Минск, Белорусская ССР |
| 59-й чемпионат   | 4 — 8 июля                                                                      | 1990 | Кишинёв, Молдавская ССР |
| 60-й чемпионат   | 18 — 21 июня                                                                    | 1991 | Запорожье, Украинская ССР |

| *  | — чемпионат СССР, который был проведён в рамках Всесоюзной спартакиады |
| ** | — чемпионаты СССР, проведённые в рамках летних Спартакиад народов СССР |